# Nathan Zuntz
Nathan Zuntz (Bonn, 22 marzo 1847 – Berlino, 6 ottobre 1920) è stato un fisiologo tedesco.

## Carriera
Studiò medicina presso l'Università di Bonn, dove era anche assistente di Max Schultze. Nel 1868 guadagnò il dottorato e dopo un viaggio di studio a Berlino, tornò a Bonn nel 1870 come assistente del fisiologo Eduard Pflüger. L'anno successivo diventò docente presso l'Università di Bonn, in seguito, nel 1872 professore onorario di fisiologia presso la Landwirtschaftlichen Akademie di Poppelsdorf. Dal 1881 fino al suo ritiro nel 1919, fu professore presso la Landwirtschaftliche Hochschule Berlin (Royal Agricultural College) di Berlino.

## Indagini scientifiche
Zuntz fu coinvolto in molti aspetti della ricerca fisiologica, inclusi il metabolismo, la respirazione e l'alimentazione, ed è noto per il suo lavoro in fisiologia.
Condusse una vasta ricerca sui cambiamenti fisiologici degli animali e degli esseri umani in condizioni ad alta quota. Molti dei suoi studi sul campo fisiologico sono stati condotti a Capanna Regina Margherita, una stazione di ricerca all'apice del Monte Rosa, Italia. Nel 1902 con il suo assistente Hermann von Schrötter e i meteorologi Arthur Berson e Reinhard Süring, fece due ascensioni con un pallone aerostatico ad alta quota in cui raggiunsero un'altitudine di 5000 metri. Nel 1910 Zuntz partecipò a una spedizione scientifica a Pico de Teide nelle Isole Canarie con Schrötter e con i fisiologi Arnold Durig (1872-1961) e Joseph Barcroft (1872-1947).
Pubblicò alcuni articoli sulla medicina ad alta quota e una delle sue opere più note fu Höhenklima und Bergwanderungen in ihrer Wirkung auf den Menschen (Clima e alpinismo ad alta quota e il loro effetto sugli umani). Nel 1885 con August Julius Geppert (1856-1937), hanno creato un apparato respiratorio chiamato Zuntz-Geppert, e per gli studi inventò un portatile intitolato Gasuhr (dispositivo di misurazione del gas a secco). Nel 1889 costruì un tapis roulant (Laufband) e nel 1914 aggiunse un apparecchio a raggi X alla macchina per osservare i cambiamenti cardiaci durante l'esercizio fisico. Inoltre, ha aperto il primo laboratorio dedicato alla medicina sportiva in Germania (1911).

## Opere principali
- Der Stoffwechsel des Pferdes bei Ruhe und Arbeit, 1889 (con C. Lehmann and O. Hagemann)
- Studien zu einer Physiologie des Marsches, Berlino, 1901 (con W. Schumburg)
- Ergebnisse zweier Ballonfahrten zu physiologischen Zwecken, Pflügers Archiv 92 (1902), 479-520 (con H. von Schrötter)
- Höhenklima und Bergwanderungen in ihrer Wirkung auf den Menschen. Ergebnisse experimenteller Forschungen im Hochgebirge und Laboratorium, 1906 (con Adolf Loewy, F. Müller e W. Caspari)
- Lehrbuch der Physiologie des Menschen, 1909 (con A. Loewy)
- Zur Physiologie und Hygiene der Luftfahrt, 1912